# Хунтли
Хунтли (Куитли, Хветль, Хветел),  (цез. КъуIлIула)— село в Цунтинском районе Республики Дагестан. Входит в состав муниципального образования сельсовет Шауринский.

## География
Находится в 16 км к северо-востоку от с. Цунта.

## Население
| 1888 | 1895 | 1908 | 1926 | 1939 | 1970 | 1989 |
| ---- | ---- | ---- | ---- | ---- | ---- | ---- |
| 102  | ↘96  | ↗105 | ↘69  | ↗107 | ↘19  | ↗26  |
| 2002 | 2010 | 2021 |      |      |      |      |
| ↗31  | ↗43  | ↘18  |      |      |      |      |

## Спецоперация
15 сентября 2012 года неподалеку от села произошло столкновение сотрудников полиции с боевиками, во время которого погибли трое полицейских и три боевика.